# Elefánthy Sándor
 Elefánthy Sándor Máté (Nagykáta, 1822. szeptember 21. – Jászberény, 1896. január 30.) királyi törvényszéki ügyész, Jászberény város polgármestere.

## Ősei
A család középkori történetét Fügedi Erik Széchenyi-díjas történész „Az Elefánthyak” címmel két kiadást megélt könyvében dolgozta fel. Sem Nagykáta, de Jászberény sem volt az Elefánthy család ősi fészke. Szlovákiában Nyitrától északra 16 km-re található Felsőelefánt (szlovákul Horné Lefantovce), mellette pedig Alsóelefánt (Dolné Lefantovce). A nevével mindenképpen kuriózumot jelent Európában, hogy egy település és egy családi személynév is elefántra utal.
Az Elefánthy név mint egy családi nemzetség először 1330-ban jelenik meg a korabeli leírásokban. Többféle írás is létezik a családi név felvételéről, az egyik forrás azt mondja, hogy a család egyik őse keresztes lovagként járt a Szentföldön és a hadjáratról hazatérve egy szerecsent és egy elefántot ajándékozott Könyves Kálmánnak, aki egy Nyitra melletti falu adományozásával jutalmazta a figyelmességet.
Valószínűbb az a másik kutatási teória, mi szerint az ónémet Helfant személynév használatáról van szó, miután az Elefánthy család ősei igen gyakran német személyneveket is használtak. Az Elefánthy családi nemzetségben találunk Gunter, Lampert, Altman nevek használatát és a Helfant személynevet viselő famíliák címerében pedig egyértelműen kivehető az elefánt stilizált alakja.
A család akkor vált országosan ismertté – ez a 16. században volt – amikor Elefánthy Imre Nyitra vármegye alispánja és főkapitánya lett. A magyarországi alapítású Pálos rend egyik központja az a felsőelefánti kolostor volt, amelynek alapítása Elefánthy Dezső nevéhez kötődik  1369-es évben.
Sugárné Koncsek Aranka kutató, aki a Jászság leghíresebb személyeinek életrajzát is összeállította, az ő kutatásai alapján a család egyik leszármazottja a 18. században települt a Jászságba. Pogány Péter, aki szintén végzett kutatásokat, az ö leírásában a fentieknek némiképp ellentmond, mert  azt írja, hogy az Elefánthy-család 1650-ben fiúágon kihalt.

## Életrajza
Édesapja, Elefánthy Ferenc a 19. század elején, Nagykátán volt főjegyző, anyja Lubeczky Anna. 1831-ben édesapjának a nagy kolerajárvány miatt kényszerből kellett elköltözni, mivel a lakosság között elterjedt az a rémhír, azért halnak meg az emberek, mert „az urak mérgezik meg az ivó-kutakat”. Abban az időben a járvány miatt Vácon, Hódmezővásárhelyen és Nagykátán is lázadásra került sor a járványügyi intézkedések miatt. Így kilencéves volt, amikor szülei visszajöttek Jászberénybe.
Tanulmányait Kassa, Pest, Pozsony iskoláiban végezte. Kitűnő tanuló lévén a gyengébb, de jómódú tanulók korrepetálásából  szerzett pénzzel segített a család rossz anyagi helyzetén.Rövid ideig volt gyakorló ügyvéd Jászberényben. A város tanácsa aljegyzőnek választotta és ez egy több évtizedes közigazgatási munkálkodás kezdetét jelentette.
1870-től főjegyző, majd 1861-ben Jászkun kerületi aljegyző, 1867-től főjegyző lett. 1872-ben a jászberényi királyi törvényszékhez nyert királyi ügyészi kinevezést. E tisztségből ment néhány év múlva nyugdíjba.
Nagy közigazgatási átszervezés történt 1876-ban, amikor az év szeptember 3-án Szolnokon bejelentették egy új Jász-Nagykun-Szolnok vármegye megalakulását. Ez gyökeresen megváltoztatta és egyben azt is jelentette, hogy megszűnt a jelentős történelmi tradíciókkal rendelkező Jászkun kerület, s ezzel Jászberény elveszítette a korábbi évszázadban jelentős önállósággal és önkormányzattal rendelkező régió vezető központi státusát. Egy ilyen helyzetben, amikor egy várost megfosztanak a  történelmi rangjától, akkor a  város első emberének lenni nem volt éppen könnyű és népszerű feladat.
Elefánthy Sándor korábbi ténykedései alapján népszerű volt, tekintélyt vívott ki magának és igen jelentős közbecsülést élvezett, ami akkor is elengedhetetlen volt egy közéletben szerepet vállalni akaró városi polgárnak. 1879-ben került sor a polgármester-választásra, és egy ilyen népszerű embert az akkori szokásjognak megfelelően  április 22-én közfelkiáltással választották meg a város első emberének. Ekkor már 57 éves volt a korábban főügyészként tevékenykedő megválasztott polgármester. Elődjétől, Pintér Mihálytól nem örökölt kedvező közállapotokat, a város lakossága elégedetlen volt a városházi apparátus tevékenységével, moráljával és ügybuzgalmával. A városvezetés feladata a vármegyei átszervezés következtében alapvetően megváltozott, most már csakis a helyi ügyekre kellett koncentrálnia az apparátusnak, a korábbi regionális feladatokból jóval kisebb feladatok maradtak megoldásra.
Olyan nagy és fontos beruházásokat indított meg a városvezetés és a polgármester ezekben az években, mint  a kórház korszerűsítését  és közkórházzá történő alapvető funkcióváltást. Egyik legfontosabb lépése a városvezetésnek, hogy megszigorította a tankötelezettség betartását, felépítette a ma Lehel Vezér Gimnázium néven ismert középiskola épületét. A város másik centrumában a túlsó oldalon megkezdődött a Lehel Szálló építése.
Elefánthy Sándor polgármestert, mint korábbi főügyészt rendkívül érzékenyen érintette az az országos döntés, mely Jászberényben a királyi törvényszék megszüntetéséről intézkedett. Megpróbáltak mindent, ezért 1884. november 18-án 50 tagú küldöttség kereste fel a fővárosban az illetékeseket, de eredménytelenül jártak a lobbizásban.
Elődjétől örökölte az apparátuson belül zajló klikkszerű harcokat, túlságosan lágyszívű volt, sokan visszaéltek jószívűségével. Amikor a városházán egy jelentős sikkasztási ügyre derült fény, továbbá az árvaszék működése is egyre több kívánnivalót hagyott maga után, mindezért őt tették felelőssé.
A fenti megoldatlan ügyek is hozzájárultak ahhoz, hogy 14 évi polgármesteri ténykedés után 1893. április 16-án lemondott.
Elefánthy Sándor három évvel később, 1896. január 30-án hunyt el.

## Emlékezete
- Jászberényben utca viseli Elefánthy Sándor nevét.